# Madugandí
Madugandí (plným názvem Comarca Guna de Madungandí) je indiánská rezervace v Panamě (další možná česká pojmenování mohou být výrazy indiánský region nebo indiánské teritorium). Přesný španělský název je „comarca indígena“. Pojem comarca je tradiční název pro administrativní dílčí územní celky Španělska a jeho bývalých kolonií. Panamské comarcas indígenas jsou území, kde podstatnou část obyvatelstva tvoří původní indiánské kmeny, v případě Madugandí se jedná o etnikum Guna. Comarca byla ustanoven zákonem číslo 24 z 12. prosince 1996. Z hlediska administrativně-územního členění Panamy spadá pod provincii Panama. Nachází se ve východní části státu na severním břehu jezera Bayano.